# Mours
Mours est une commune française située dans le département du Val-d'Oise en région Île-de-France. Elle appartient à l'unité urbaine de Persan - Beaumont-sur-Oise.
Ses habitants sont appelés les Moursien(ne)s.

## Géographie

### Description
La commune se situe dans la vallée de l'Oise. Le village est bâti au bord du rû de Presles, à quelques centaines de mètres avant son confluent avec l'Oise.

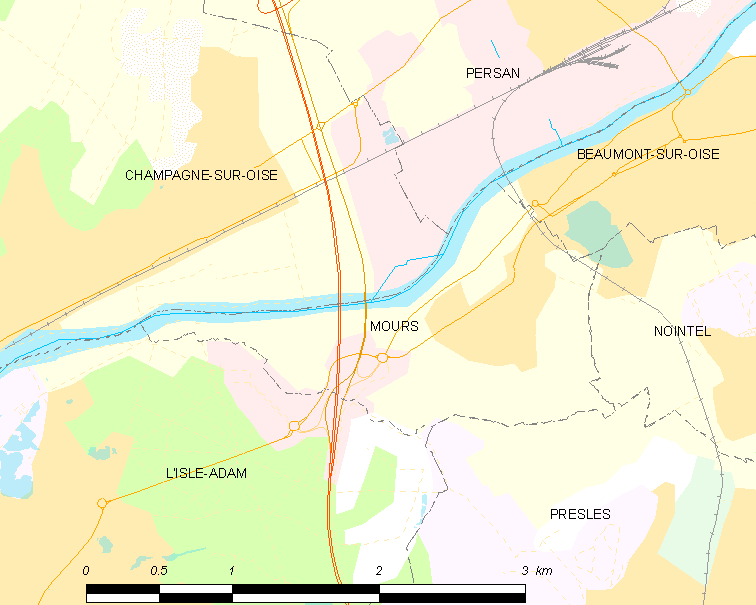
Carte de la commune.
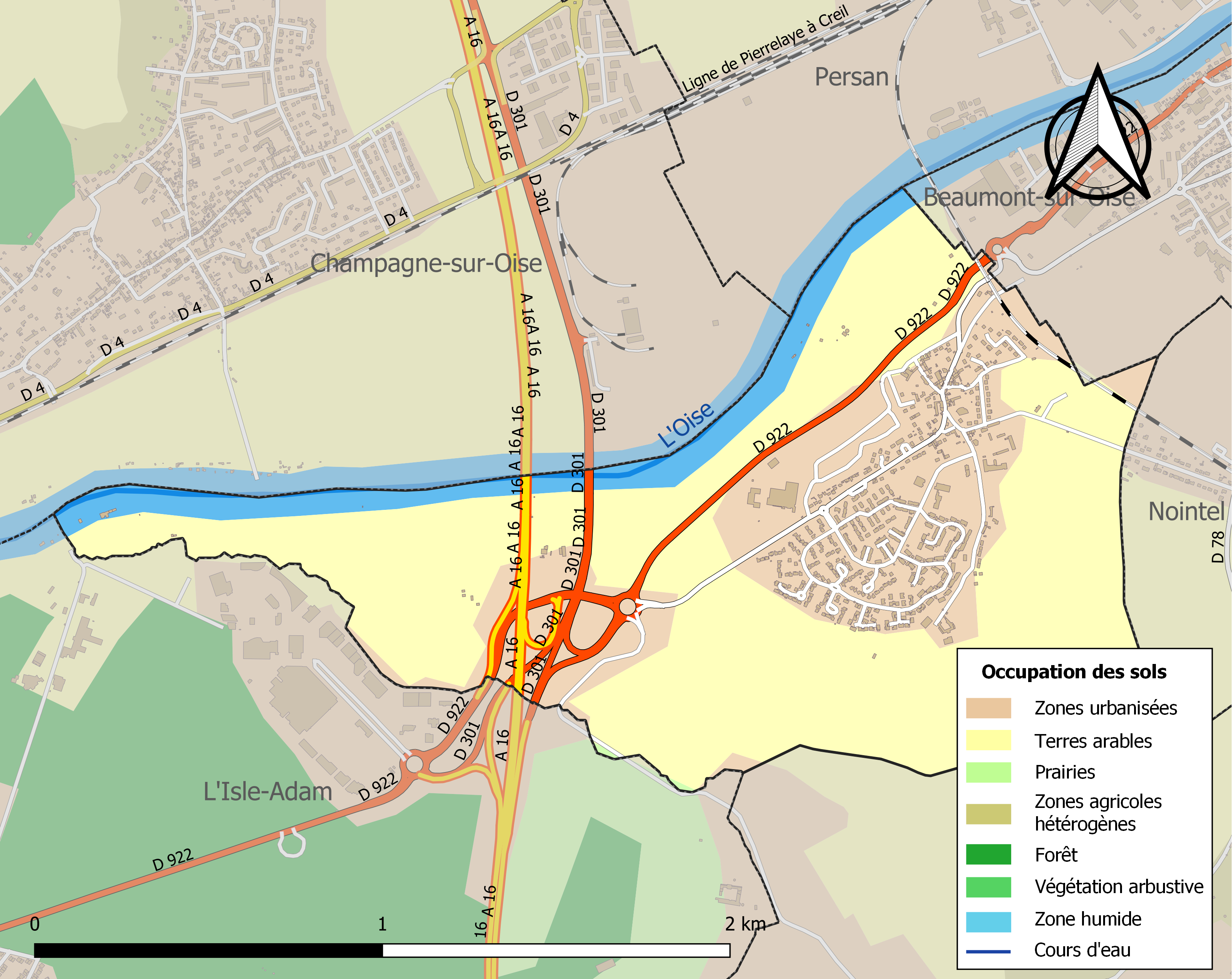
Occupation des sols

### Communes limitrophes
La commune est limitrophe de Beaumont-sur-Oise, Nointel, Presles, L'Isle-Adam, Champagne-sur-Oise et Persan.
| Champagne-sur-Oise | Persan  | Beaumont-sur-Oise |
|                    | Mours   | Nointel           |
| L'Isle-Adam        | Presles |                   |

### Hydrographie
La commune est limitée au nord par le lit de l'Oise, l'un des affluents principaux du fleuve la Seine.
Le Ru de Presles traverse la commune et conflue dans la Seine

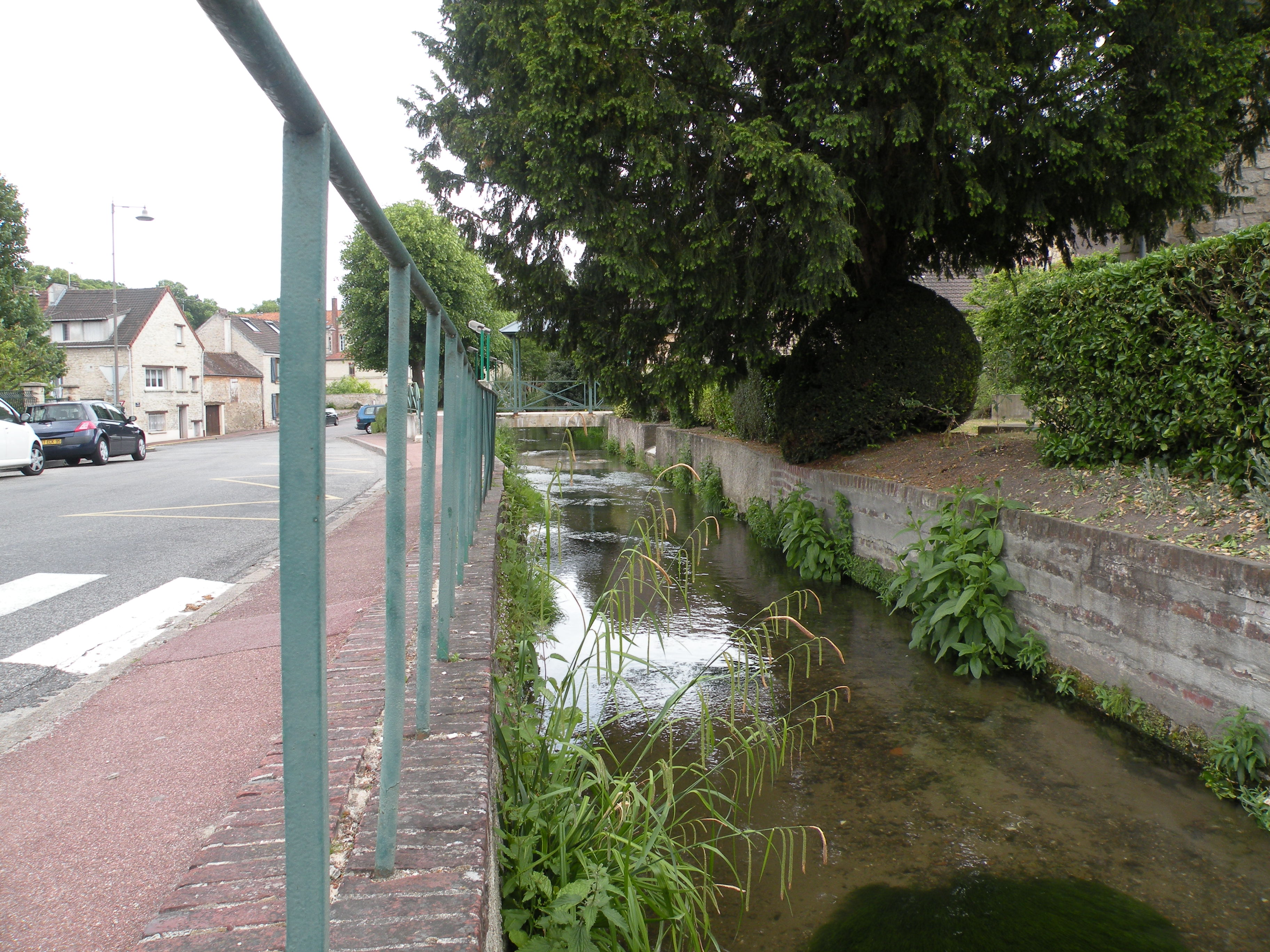
Le Ru de Presles à Mours.

### Climat
Pour des articles plus généraux, voir Climat de l'Île-de-France et Climat du Val-d'Oise.
En 2010, le climat de la commune est de type climat océanique dégradé des plaines du Centre et du Nord, selon une étude du CNRS s'appuyant sur une série de données couvrant la période 1971-2000. En 2020, Météo-France publie une typologie des climats de la France métropolitaine dans laquelle la commune est dans une zone de transition entre le climat océanique et le climat océanique altéré et est dans la région climatique  Sud-ouest du bassin Parisien, caractérisée par une faible pluviométrie, notamment au printemps (120 à 150 mm) et un hiver froid (3,5 °C). 
Pour la période 1971-2000, la température annuelle moyenne est de 11,4 °C, avec une amplitude thermique annuelle de 15 °C. Le cumul annuel moyen de précipitations est de 659 mm, avec 10 jours de précipitations en janvier et 7,7 jours en juillet. Pour la période 1991-2020, la température moyenne annuelle observée sur la station météorologique la plus proche, située sur la commune de Pontoise à 15 km à vol d'oiseau, est de 12,5 °C et le cumul annuel moyen de précipitations est de 666,7 mm,. Pour l'avenir, les paramètres climatiques de la commune estimés pour 2050 selon différents scénarios d'émission de gaz à effet de serre sont consultables sur un site dédié publié par Météo-France en novembre 2022.

## Urbanisme

### Typologie
Au 1er janvier 2024, Mours est catégorisée ceinture urbaine, selon la nouvelle grille communale de densité à sept niveaux définie par l'Insee en 2022.
Elle appartient à l'unité urbaine de Persan-Beaumont-sur-Oise, une agglomération inter-régionale regroupant six  communes, dont elle est une commune de la banlieue,,. Par ailleurs la commune fait partie de l'aire d'attraction de Paris, dont elle est une commune de la couronne,. Cette aire regroupe 1 929 communes,.

### Voies de communication et transports

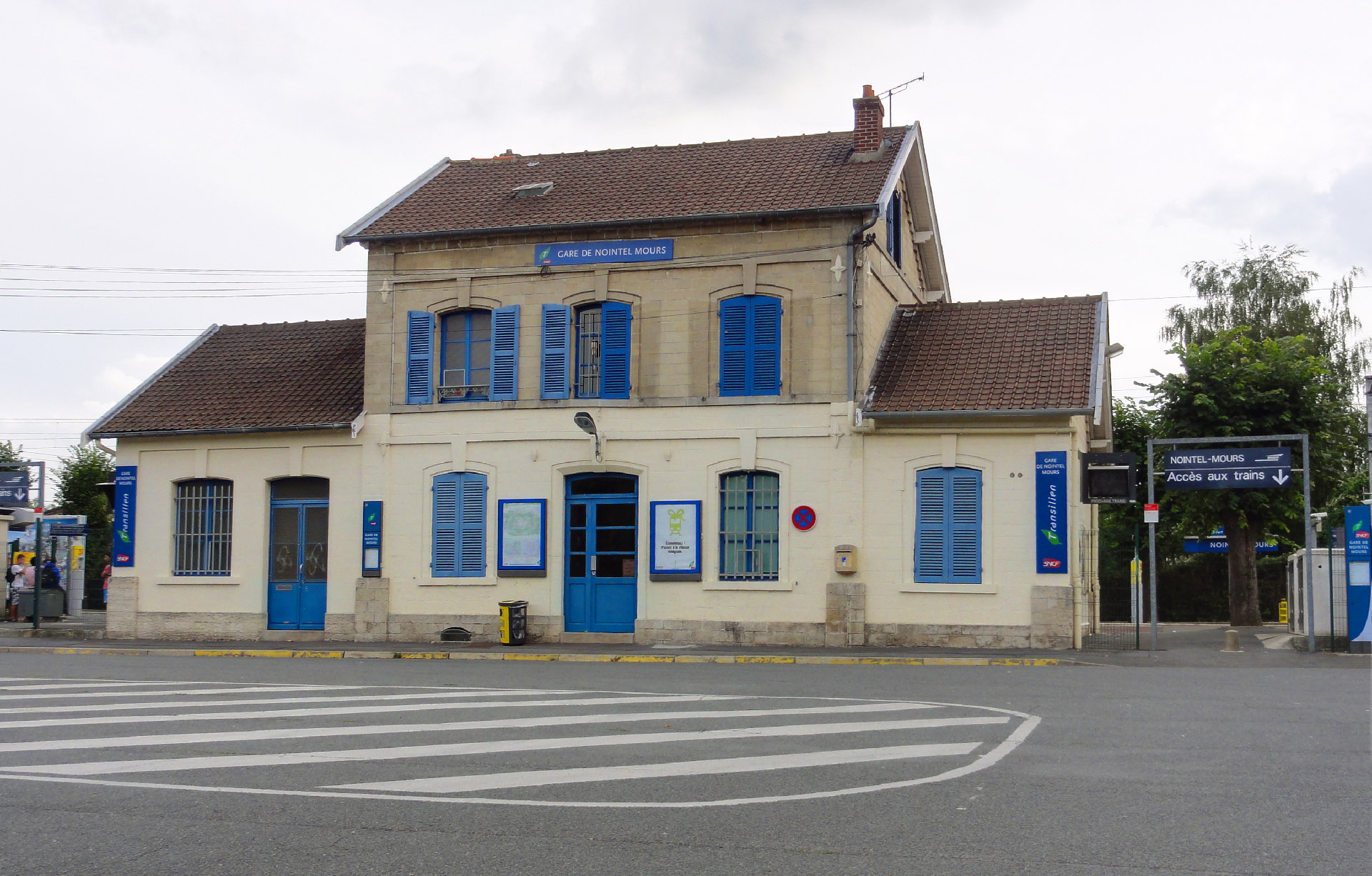
La gare de Nointel - Mours, située à Nointel.

Mours est desservie par la gare de Nointel - Mours, située à Nointel, où circulent les trains de la ligne H du Transilien (réseau Paris-Nord).
Un important échangeur se trouve sur le territoire communal, connectant l'autoroute A16 et les anciennes RN 1 et 322 (actuelles RD 301 et 922).

## Toponymie
Murnum en 1170, Mor en 1210 Morum 1289.

## Histoire
Le territoire de la commune est occupé dès le Néolithique, comme l'indiquent diverses découvertes : des armes et outils néolithiques, des monnaies et céramiques romaines à la carrière Mafa, ainsi qu'un torse gallo-romain y ont été retrouvés (actuellement au petit musée de Parmain).
Les terres sont cédées au VIIIe siècle par le roi Dagobert à l'abbaye de Saint-Denis. En 1411, une charte de Charles d'Orléans indique que la seigneurie appartient toujours à l'abbaye. Le village constitue ainsi une des plus anciennes possessions des bénédictins de saint-Denis.
Le village connaît peu d'évolutions jusqu'au XIXe siècle. Il faillit être rattaché en 1840 à Nointel ou Beaumont-sur-Oise. Les habitants s'y opposèrent.

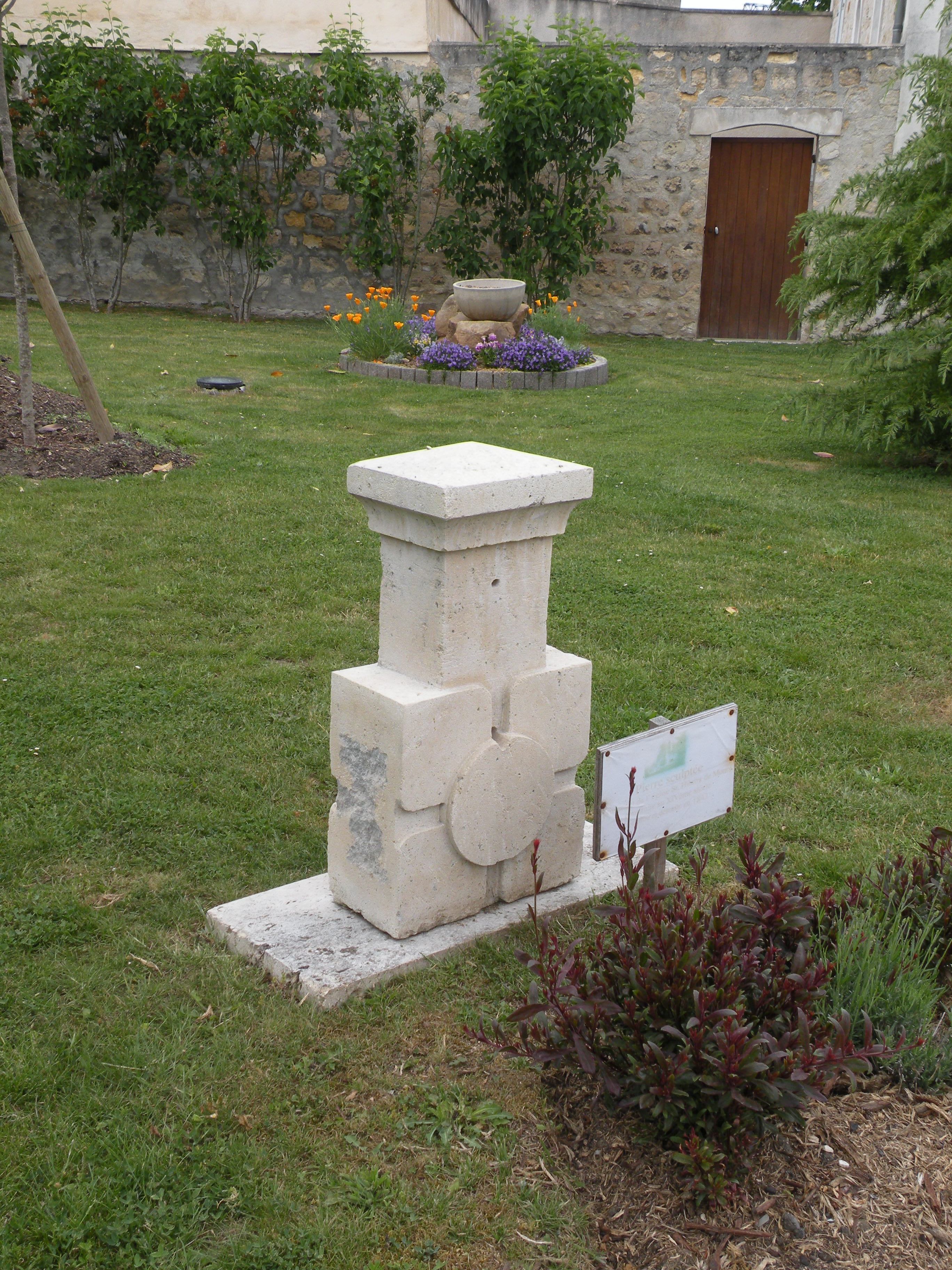
stèle dans le parc de la mairie, vestige de l'ancienne église.

L'église paroissiale Saint-Denis (ou Saint-Hilaire) datant du XVe siècle est délaissée après la Révolution française et utilisée comme grange à compter de 1793, puis vendue aux enchères au profit de la paroisse de Beaumont en 1843. En 1850, les habitants tentent en vain de la racheter en vue d'une réhabilitation, mais elle est finalement démolie. En 1851, le conseil municipal décide la construction d'une chapelle pour remplacer cette église et lance une souscription. Les fonds ayant été recueillis grâce au soutien d’Émile Leemans, agent de change et bienfaiteur de la commune, la nouvelle chapelle du Clos est édifiée en 1860  sur une parcellé cédée par ce dernier. La chapelle est utilisée comme lieu de culte jusqu'aux années 1930, puis est abandonnée dans les années 1960,.
La construction de la voie ferrée ouvre la localité sur l'extérieur et contribue à la prospérité de la commune. L'installation de quelques industries, notamment une minoterie et une fabrique de boutons, amènent un accroissement progressif de la population.
Le village subit des destructions durant la Première Guerre mondiale ; le génie français fait sauter le pont de chemin de fer sur l'Oise en 1914 afin de retarder la progression de l'ennemi.
Au XXe siècle, l'activité économique de la commune est stimulée par l'installation d'une cimenterie, fermée dans les années 1980.

## Politique et administration

### Rattachements administratifs et électoraux

#### Rattachements administratifs
Antérieurement à la loi du 10 juillet 1964, la commune faisait partie du département de Seine-et-Oise. La réorganisation de la région parisienne en 1964 fit que la commune appartient désormais au département du Val-d'Oise et à son arrondissement de Pontoise après un transfert administratif effectif au 1er janvier 1968.
Elle faisait partie de 1801 à 1967 du canton de L'Isle-Adam de Seine-et-Oise. Lors de la mise en place du Val-d'Oise, la ville intègre le canton de Beaumont-sur-Oise. Dans le cadre du redécoupage cantonal de 2014 en France, cette circonscription administrative territoriale a disparu, et le canton n'est plus qu'une circonscription électorale.
La commune fait partie du ressort (droit) du tribunal judiciaire, ainsi que de celui du  tribunal de commerce de Pontoise,.

#### Rattachements électoraux
Pour les élections départementales, la commune est membre depuis 2014 d'un nouveau  canton de L'Isle-Adam.
Pour l'élection des députés, elle fait partie de la première circonscription du Val-d'Oise.

### Intercommunalité
Mours est membre de la communauté de communes du Haut Val-d'Oise, un établissement public de coopération intercommunale (EPCI) à fiscalité propre créé fin  et auquel la commune a transféré un certain nombre de ses compétences, dans les conditions déterminées par le code général des collectivités territoriales.

### Liste des maires
| Période                     | Période                     | Identité                  | Étiquette | Qualité                                                                           |
| --------------------------- | --------------------------- | ------------------------- | --------- | --------------------------------------------------------------------------------- |
| 1790                        | 1793                        | Etienne Bénard            |           |                                                                                   |
| 1793                        | 1794                        | Jean Baptiste Damoy       |           |                                                                                   |
| 1794                        | 1795                        | Etienne Bénard            |           |                                                                                   |
| 1795                        | 1799                        | Pierre Antoine Dupré      |           |                                                                                   |
| 1799                        | 1803                        | Jacques Lierval           |           |                                                                                   |
| 1803                        | 1808                        | Pierre Antoine Dupré      |           |                                                                                   |
| 1808                        | 1810                        | Nicolas Delamarre         |           |                                                                                   |
| 1810                        | 1811                        | Jean Baptiste Damoy       |           |                                                                                   |
| 1811                        | 1827                        | René Magloire Broussin    |           |                                                                                   |
| 1827                        | 1837                        | François Etienne Trouvin  |           |                                                                                   |
| 1838                        | 1849                        | Louis Bachelier           |           |                                                                                   |
| 1849                        | 1869                        | Jean Louis Dutour         |           |                                                                                   |
| 1869                        | 1872                        | François Emile Leemans    |           |                                                                                   |
| 1873                        | 1873                        | Joseph Damoy              |           |                                                                                   |
| 1874                        | 1881                        | Alexandre François Martel |           |                                                                                   |
| 1881                        | 1900                        | Jean Louis Monty          |           |                                                                                   |
| 1900                        | 1919                        | Ernest Théodore Damoy     |           |                                                                                   |
| 1919                        | 1920                        | Joseph Magniez            |           |                                                                                   |
| 1920                        | 1922                        | Achille Valentin Monroy   |           |                                                                                   |
| 1922                        | 1925                        | Georges Saum              |           |                                                                                   |
| 1925                        | 1935                        | Charles Louis Monty       |           |                                                                                   |
| 1935                        | 1944[Passage problématique] | Achille Valentin Monroy   |           |                                                                                   |
| 1940[Passage problématique] | 1945                        | Georges Saum              |           |                                                                                   |
| 1945                        | 1966                        | Georges Guffroy           |           |                                                                                   |
| 1966                        | 1977                        | Marcel Poutrel            |           |                                                                                   |
| 1977                        | 1989                        | Michel Matence            |           |                                                                                   |
| 1989                        | 2008                        | Jean-Claude Faivre        |           |                                                                                   |
| 2008                        | En cours                    | Joël Bouchez              | SE        | Vice-président de la CC Haut Val-d'Oise (2014 → ) Réélu pour le mandat 2014-2020, |

## Population et société

### Démographie
L'évolution du nombre d'habitants est connue à travers les recensements de la population effectués dans la commune depuis 1793. Pour les communes de moins de 10 000 habitants, une enquête de recensement portant sur toute la population est réalisée tous les cinq ans, les populations de référence des années intermédiaires étant quant à elles estimées par interpolation ou extrapolation. Pour la commune, le premier recensement exhaustif entrant dans le cadre du nouveau dispositif a été réalisé en 2007.

En 2022, la commune comptait 1 680 habitants, en évolution de +8,25 % par rapport à 2016 (Val-d'Oise : +4 %, France hors Mayotte : +2,11 %).
| 1793 | 1800 | 1806 | 1821 | 1831 | 1836 | 1841 | 1846 | 1851 |
| ---- | ---- | ---- | ---- | ---- | ---- | ---- | ---- | ---- |
| 89   | 65   | 58   | 69   | 83   | 92   | 90   | 101  | 110  |

| 1856 | 1861 | 1866 | 1872 | 1876 | 1881 | 1886 | 1891 | 1896 |
| ---- | ---- | ---- | ---- | ---- | ---- | ---- | ---- | ---- |
| 99   | 146  | 124  | 120  | 118  | 137  | 159  | 185  | 177  |

| 1901 | 1906 | 1911 | 1921 | 1926 | 1931 | 1936 | 1946 | 1954 |
| ---- | ---- | ---- | ---- | ---- | ---- | ---- | ---- | ---- |
| 213  | 257  | 268  | 265  | 330  | 338  | 309  | 270  | 293  |

| 1962 | 1968 | 1975 | 1982  | 1990  | 1999  | 2006  | 2007  | 2012  |
| ---- | ---- | ---- | ----- | ----- | ----- | ----- | ----- | ----- |
| 273  | 299  | 426  | 1 479 | 1 542 | 1 475 | 1 410 | 1 401 | 1 328 |

| 2017  | 2022  | - | - | - | - | - | - | - |
| ----- | ----- | - | - | - | - | - | - | - |
| 1 609 | 1 680 | - | - | - | - | - | - | - |

### Enseignement
Mours est dans l'académie de Versailles. Dans la ville on compte un établissement élémentaire.
Elle dispose du groupe scolaire Jacques Prévert, avenue des Grands-Champs, construit dans les années 1970 , qui, en 2021, compte  180 élèves répartis dans 7 classes élémentaires et 3 maternelles.
L'équipement sera totalement rénové en 2023 dans le cadre du plan France Relance mis en œuvre par l’Europe et l’État pour sortir de la crise économique liée à la pandémie du Covid-19 grâce à une réhabilitation qui en fera un bâtiment à énergie positive grâce l’isolation à l'isolation extérieure de l’école par des panneaux en bois, l’utilisation de la géothermie et de panneaux photovoltaïques pour le chauffage et l’électricité, et la capacité de l'équipement porté à 14 classes,.

### Culture

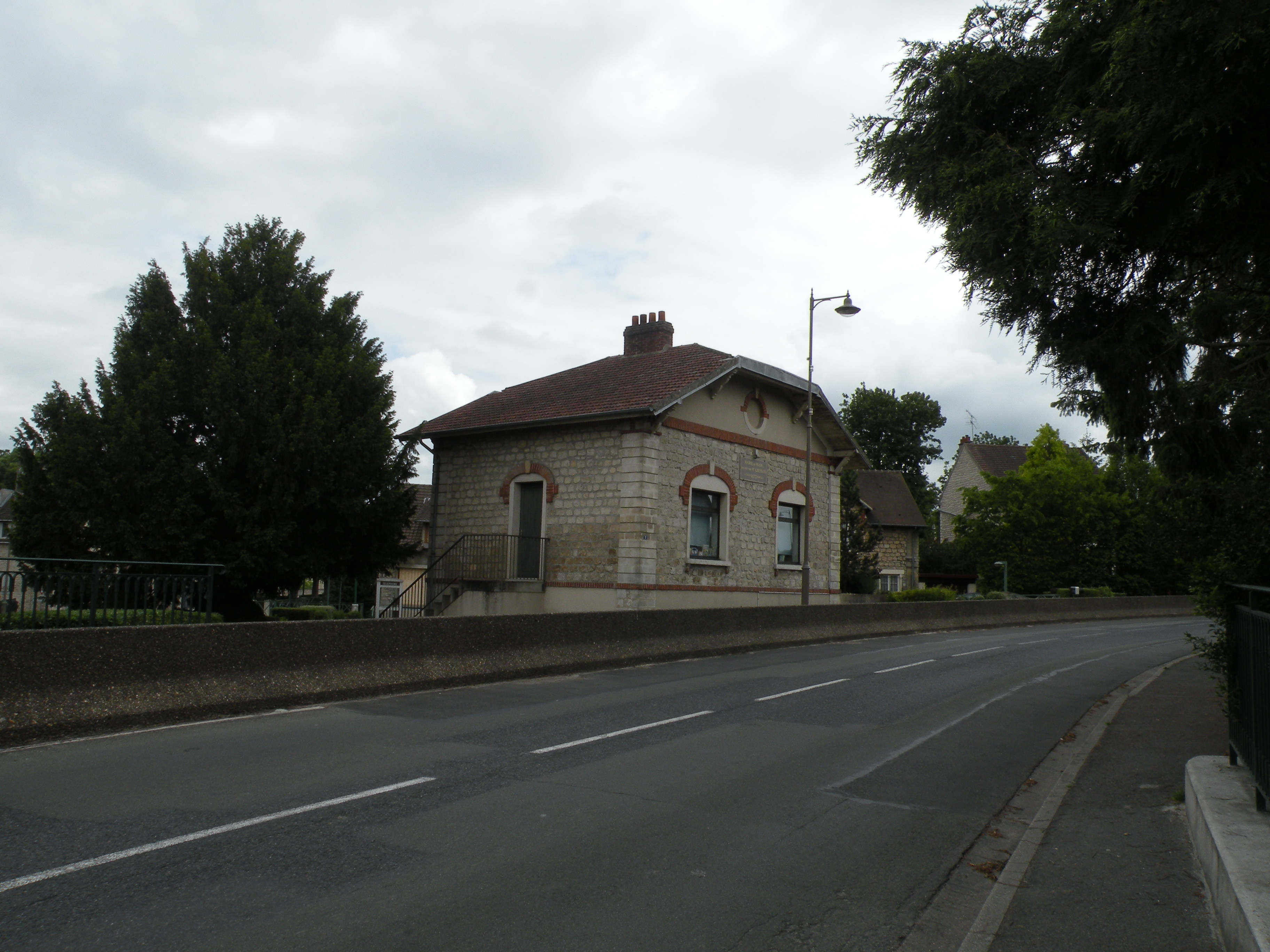
La bibliothèque, ancienne mairie de la commune.

L'ancienne chapelle du Clos a été rénové et transformé en 2018 pour devenir le centre culturel Leemans destiné à accueillir des concerts, des expositions et des lectures.

## Culture locale et patrimoine

### Lieux et monuments

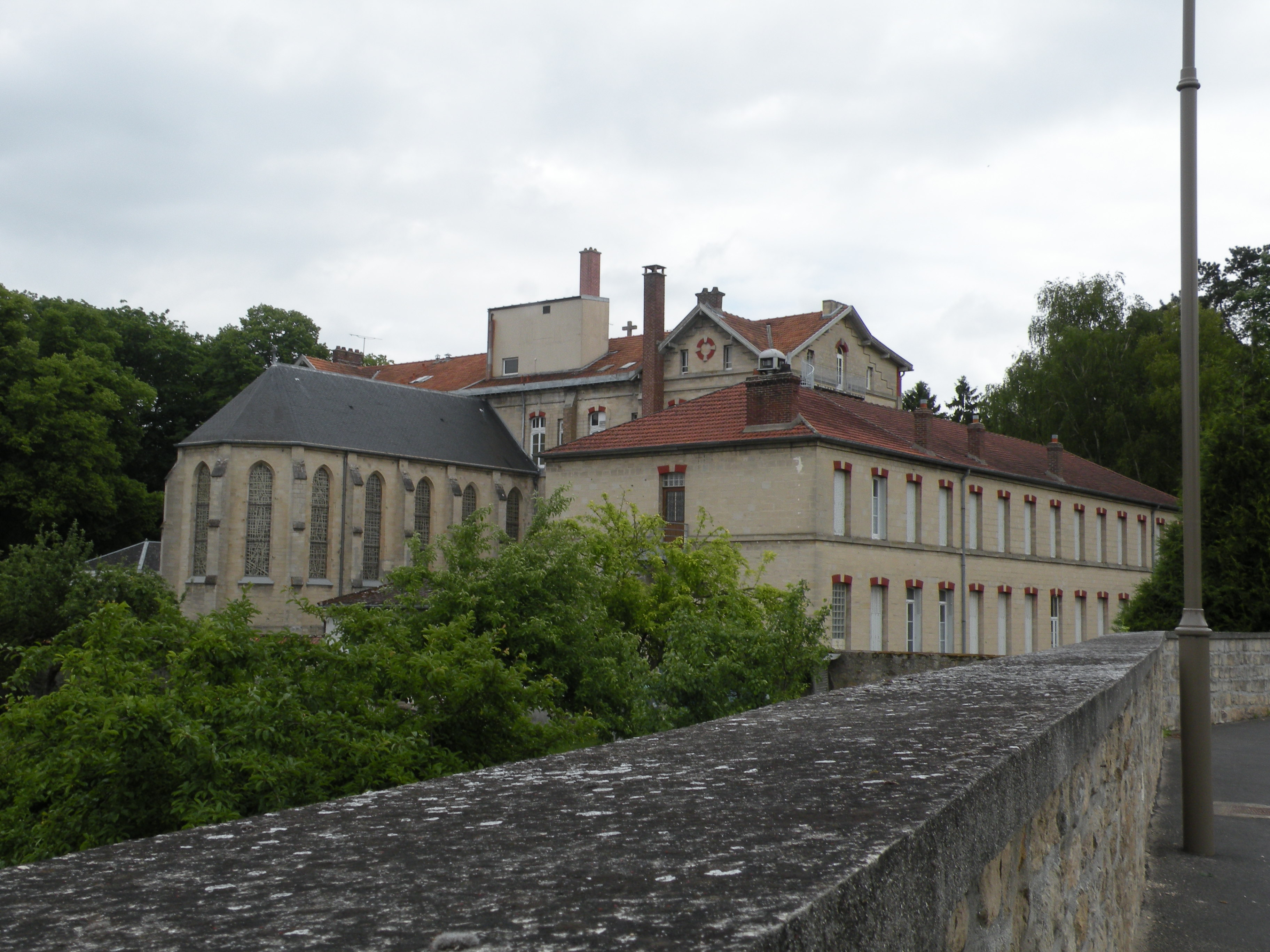
Villa Saint-Régis des Pères Blancs.

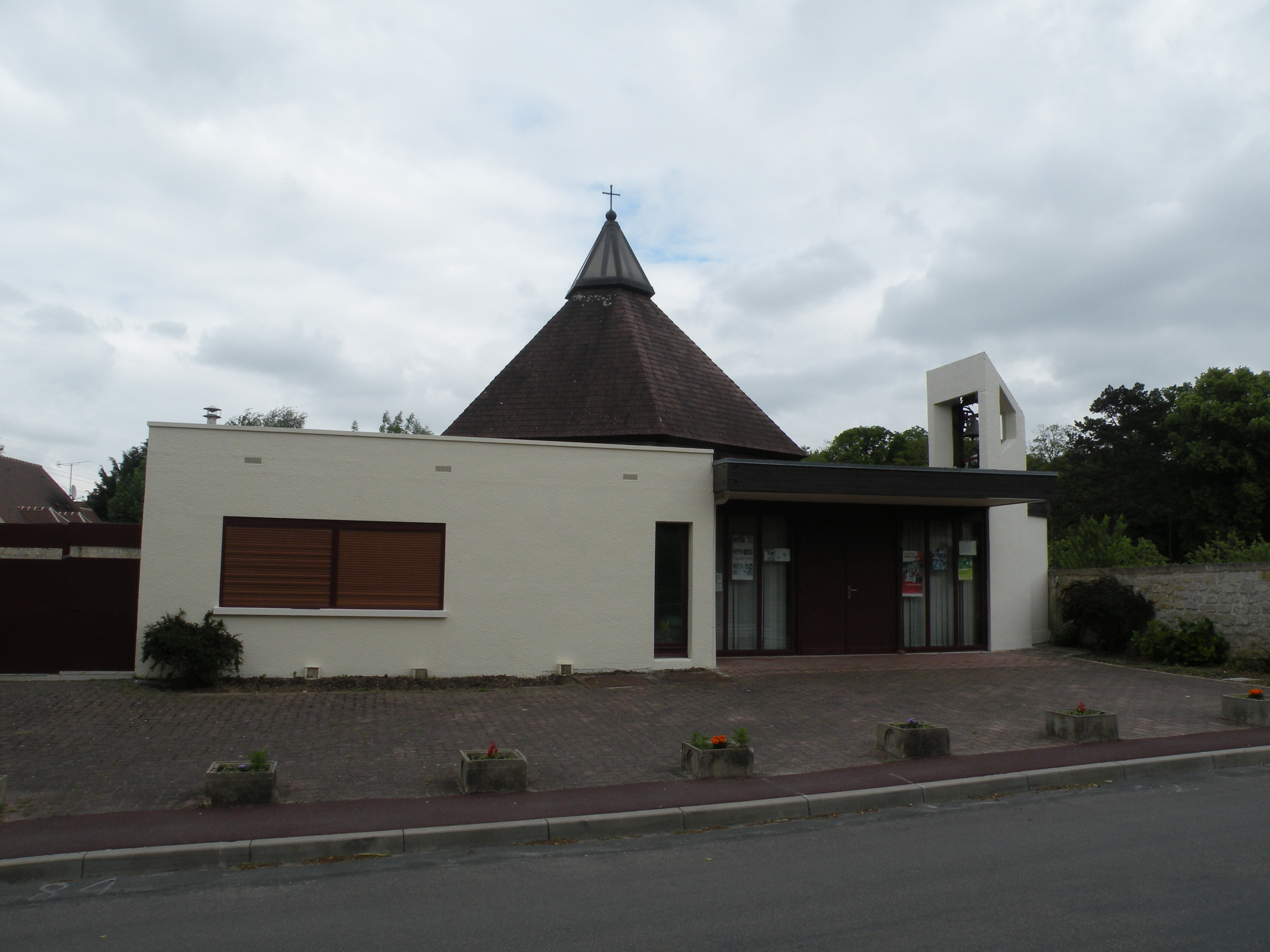
L'église Notre-Dame-de-la-Réconciliation de Mours, XXe siècle.

- Villa Saint-Régis, rue du Moulin

Grâce à une fondation de la veuve Leemans dédiée au souvenir de son mari, ce grand complexe entouré d'un parc de 8 ha est bâti en 1882 pour abriter un orphelinat de jeunes filles. 
Il est initialement dédié à saint Roch et géré par les religieuses de la Sainte Famille de Bordeaux. En raison de l'Expulsion des congrégations, l'orphelinat est fermé au début du XXe siècle, et la maison vendue aux Pères blancs ou Missionnaires d'Afrique, rare congrégation catholique à être encore autorisée en France ; ils la transforment en maison de repos pour les religieux âgés et en centre de formation professionnelle pour les futurs missionnaires. L'établissement prend alors le nom de villa Saint Régis.
Il comporte une chapelle devant la façade nord. La villa appartient toujours aux missionnaires.
- Ferme de Mours, 7 rue du Moulin

Ancienne propriété de la famille Leemans, elle date du XIXe siècle et occupe l'emplacement de l'ancien prieuré de l'abbaye de Saint-Denis transformé en manoir après la guerre de Cent Ans. Le bâtiment est vendu aux Pères blancs en 1950 et rachetée en 2001 par la commune.
- Chapelle du Clos, rue de la Chapelle, près du cimetière

Édifiée en style néogothique et inaugurée en 1860, elle possède des façades soigneusement décorées, avec alternance des chaînages et ornementations en pierre de taille avec des bandeaux en brique rouge, des frises en haut des murs latéraux et des petits pinacles. 
La nef et le chœur sont percés de grandes baies vitrées voûtées d'ogives et terminés par un chevet à trois pans surmonté d'une tour très élancée. 
La chapelle étant devenue trop petite est inutilisée à partir des années 1930 et abandonnée dans les années 1960.
Ses façades sont réhabilitées en 1992 par la municipalité Faivre et elle est restructurée en centre culturel en 2018, préservant le décor d'origine là où c'était encore possible, et avec un traitement plus moderne dans les autres parties de l'édifice,.
- Ancienne minoterie, 5 rue du Port : cet établissement industriel en pierre et briques remplace un vieux moulin à eau de type artisanal. Le bâtiment central est percé de nombreuses fenêtres en plein cintre[15].
- Lavoir couvert, rue du Moulin

Établi sur le ru de Presles, il se présente comme un abri en pierre de taille avec un toit couvert de tuiles. Il a été bâti au XIXe siècle en tant que premier lavoir construit dans la commune.
- D'anciennes fermes se rencontrent sur le territoire communal, dont certaines sont rénovées et servent d'habitations.

### Personnalités liées à la commune
Émile Leemans, agent de change et bienfaiteur de la commune au XIXe siècle

### Héraldique
| Blason de Mours | Blason  | Aillé : au premier d'azur aux trois fleurs de lys d'or ordonnées en orle, au second de gueules au chevalier contourné sur un cheval galopant tenant dans sa dextre une épée et dans sa senestre un écu, le tout aussi d'or ; à la cotice en barre dallée d'argent et maçonnée de sable, brochant sur la partition ; à la champagne de sinople chargée d'une gerbe de blé d'or surmontée d'une devise ondée d'argent brochant sur le tout |
| Blason de Mours | Détails | |